# Kaikō
Kaikō (海溝, "fossa oceânica") foi um veículo submarino operado remotamente (ROV) construído pela Agência Japonesa para a Ciência e Tecnologia Marinha e da Terra (JAMSTEC) para a exploração do mar profundo. O Kaikō foi o segundo de apenas três veículos que alcançaram o fundo do abismo Challenger (dados de 2010). Entre 1995 e 2003, este submersível não tripulado efetuou mais de 250 mergulhos, colhendo 350 espécies biológicas (incluindo 180 bactérias diferentes), algumas das quais poderão vir a ser úteis em aplicações médicas e industriais. Em 29 de maio de 2003, o Kaikō perdeu-se no mar ao largo da ilha Shikoku durante o tufão Chan-Hom, quando se partiu um cabo secundário que o ligava ao seu lançador.
Outro ROV, o Kaikō7000II, serviu como substituto do Kaikō até 2007. Por essa altura, os investigadores da JAMSTEC iniciaram os testes de mar do ROV substituto permanente, o ABISMO (Automatic Bottom Inspection and Sampling Mobile). O ABISMO é atualmente um dos apenas dois ROVs com capacidade para atingir os 11 000 metros (sendo o outro o Nereus, construído e operado pelo Instituto Oceanográfico de Woods Hole).